# Antonio Montesinos Millo
Antonio Montesinos Millo (Carlet, 3 de julio de 1754 - Valencia, 7 de agosto de 1822) fue un compositor y maestro de capilla español.

## Vida
Ingresó como infante cantor de la capilla de música en la Catedral de Valencia en 1766, donde se formó bajo el magisterio de Francisco Morera y de Rafael Anglés. Tres años después fue nombrado miembro del coro, acólito en 1772 y en 1779 sustituyó al segundo organista.
En 1786 fue nombrado maestro de capilla en Castellón de la Plana, y en 1787 sucedió a Manuel Just como maestro de la capilla musical del Real Colegio del Patriarca, lugar que ocuparía hasta su muerte y donde tuvo alumnos como Lamberto Plasencia Valls.

## Obra
En el archivo de esta institución se conservan dieciocho composiciones vocales, entre las que destaca la Misa a cuatro y ocho voces que compuso en 1796, con motivo de la beatificación de san Juan de Ribera por el papa Pío VI. El estilo, la instrumentación y las melodías de esta obra recuerdan (a pesar de la diferencia de géneros) a la música de Martín y Soler, que también había pasado de niño por el coro de la Catedral de Valencia y que por esa época ya había triunfado en Viena. Montesinos, en cambio, no salió de su ciudad, pero esbozó las nuevas tendencias combinando la herencia del Barroco con pasajes de un estilo operístico, con todos los componentes propios de una orquesta clásica de finales del XVIII.
Su obra Calix benedictionis dedicada al Santo Cáliz todavía se interpreta en nuestros días.
La obra de Montesinos fueron incluidas en la Lira Sacro-hispana de Hilarión Eslava.